# Williams FW32
O FW32 é o modelo da Williams para a temporada de 2010 de Fórmula 1. Condutores: Rubens Barrichello e Nico Hülkenberg.

## Desempenho

### Pré-temporada
O carro se mostrou muito confiável, apresentando poucas quebras. Sobre o desempenho era impossível saber a verdadeira velocidade do FW32 pois as equipes andavam com níveis variados de combustível, então só restava a Williams trabalhar da melhor forma possível para conhecer e acertar cada vez melhor seu novo carro.

### Temporada
Com a primeira corrida da temporada o FW32 mostrou que não teria desempenho para acompanhar as grandes equipes e brigaria no segundo pelotão. Mas o carro nunca quebrava e estava tendo desempenhos variados dependendo da pista.
No meio da temporada o FW32 teve uma melhora de desempenho considerável, passando a se classificar na frente dos carros da Mercedes regularmente e brigar com a Renault nas corridas.
Chegando no final da temporada, a Williams brigava com a Force India pela 6ª posição no mundial de construtores. No Grande Prêmio do Brasil, Nico Hulkenberg conseguiu a inesperada pole position na carreira.

## Resultados[2]
(legenda) (em negrito indica pole position)
| Ano  | Chassi | Motor              | Pneus | N° | Pilotos            | 1   | 2   | 3   | 4   | 5   | 6   | 7   | 8   | 9   | 10  | 11  | 12  | 13  | 14  | 15  | 16  | 17  | 18  | 19  | Pontos | Posição |  |
| ---- | ------ | ------------------ | ----- | -- | ------------------ | --- | --- | --- | --- | --- | --- | --- | --- | --- | --- | --- | --- | --- | --- | --- | --- | --- | --- | --- | ------ | ------- |  |
|      |        |                    |       |    |                    |     |     |     |     |     |     |     |     |     |     |     |     |     |     |     |     |     |     |     |        |         |  |
|      |        |                    |       |    |                    | BAR | AUS | MAL | CHN | ESP | MON | TUR | CAN | EUR | GBR | ALE | HUN | BEL | ITA | SIN | JAP | COR | BRA | ABU |        |         |  |
| 2010 | FW32   | Cosworth CA2010 V8 | B     | 9  | Rubens Barrichello | 10  | 8   | 12  | 12  | 9   | Ret | 14  | 14  | 4   | 5   | 12  | 10  | Ret | 10  | 6   | 9   | 7   | 14  | 12  | 69     | 6º      |  |
| 2010 | FW32   | Cosworth CA2010 V8 | B     | 10 | Nico Hulkenberg    | 14  | Ret | 10  | 15  | 16  | Ret | 17  | 13  | Ret | 10  | 13  | 6   | 14  | 7   | 10  | Ret | 10  | 8   | 16  | 69     | 6º      |  |